# Rachunek finansowy
Rachunek finansowy – część bilansu płatniczego, która informuje o transakcjach związanych ze zmianami własności zagranicznych pasywów i aktywów finansowych w danej gospodarce. W ramach rachunku finansowego odnotowywane są m.in. dokonywane przez inwestorów zagranicznych zakupy akcji na polskiej giełdzie bądź obligacji polskich emitentów, a także analogiczne zakupy dokonywane przez inwestorów polskich za granicą. Transakcje raportowane w rachunku finansowym pozwalają w znacznym stopniu na pokrycie deficytu lub lokowania za granicą nadwyżki na rachunku bieżącym. Rachunek finansowy obejmuje zestawienie czterech grup aktywów i pasywów finansowych: inwestycji bezpośrednich, inwestycji portfelowych, finansowych instrumentów pochodnych oraz pozostałych inwestycji. W skład tych ostatnich wchodzą przede wszystkim kredyty zagraniczne udzielane i uzyskane przez rezydentów (głównie z sektora bankowego i sektora przedsiębiorstw) danego kraju.